# アレックス・ドンブラント
アレックス・ドンブラント（Alex Dombrandt、1997年4月29日 - ）は、プレミアシップハーレクインズに所属するラグビー選手。

## プロフィール
- イングランド・サリー出身[1]。
- ポジションはフランカー(FL)、ナンバーエイト(No8)。
- 身長: 191 cm、体重: 118 kg
- U20ウェールズ代表に選ばれたことがある[2]。
- イングランド代表キャップは16（2024年6月現在）。

## 略歴
2018年、ハーレクインズに加入。